# Roter Graben (Havelsee)
Der Rote Graben ist ein künstlich angelegtes fließendes Gewässer im Landkreis Potsdam-Mittelmark, in der Stadt Havelsee. Er entwässert das Weiße Fenn Marzahne, ein eiszeitliches Feuchtgebiet und einige weitere kleinere Seen in den Pritzerber See und über ihn in die Havel.

## Verlauf
Der knapp sechs Kilometer lange Graben beginnt als Abflussgraben des Sees im Weißen Fenn nördlich des Dorfes Marzahne. Zunächst verläuft er in östliche Richtung und unterquert die Landesstraße 98. Unmittelbar hinter der Landesstraße gibt der Hauptgraben einen Seitenarm ab. Wenig später biegt er zunächst nach Süden und, nachdem er einen Stichgraben aufgenommen hat, Südwesten ab. Bevor der Rote Graben ein zweites Mal die Landesstraße 98 unterquert, nimmt er den zuvor abgegebenen Seitenarm wieder auf. Westlich Marzahnes durchfließt der Rote Graben ein mooriges Feuchtgebiet, wo er beidseits eine Vielzahl von kleineren Gräben und deren Wässer aufnimmt. Auch wird an dieser Stelle die Landesstraße 99 unterquert. Unmittelbar hinter der Unterquerung spaltet sich der Rote Graben ein zweites Mal auf. Ein Arm verläuft parallel zur Landesstraße westwärts und nimmt im Verlauf die Abflüsse einiger anthropogener See, welche sich in ehemaligen Tongruben bildeten, auf. Der zweite Arm macht einen großen Bogen durch das Moorgebiet und verläuft südlich des ersten Seitenarms. Nördlich des Dorfes Hohenferchesar vereinigen sich beide Arme wieder. Nachdem der Abflussgraben des Weißen Sees, der sich ebenfalls in einer ehemaligen Tongrube bildete, aufgenommen wurde, unterquert der Rote Graben die Kreisstraße 6953. Etwa 100 Meter unterhalb der Kreisstraße mündet er schließlich am Ostufer des Pritzerber Sees ein.
Im Verlauf des Grabens befinden sich ein Wehr, das den Wasserstand und Abfluss der durchflossenen Feuchtgebiete, des Weißen Fenns und des Weißen Sees regulieren hilft und bedarfsweise ein Rückfließen von Wässern bei Hochwasser im Verlauf der Havel verhindern soll. Das Wehr befindet sich direkt an der Kreisstraße 6953 unweit der Einmündung in den Pritzerber See.
Im Roten Graben heimische Tiere sind beispielsweise Fischotter, Ringelnatter, verschiedene Frosch- und Schwanzlurche, kleinere und im Mündungsgebiet auch größere Fische und Biber.

## Schutzgebiete
Das Weiße Fenn Marzahne, das über den Roten Graben drainiert wird, ist als Flächennaturdenkmal ausgewiesen. In seinem vollständigen Verlauf liegt der Graben im Landschaftsschutzgebiet und im Naturpark Westhavelland. Er durchfließt auch einige Geschützte Biotope. Unterhalb der Kreisstraße 6935 liegt der Graben im Naturschutzgebiet Untere Havel Süd, im europäischen Vogelschutzgebiet Niederung der Unteren Havel und im FFH-Gebiet Niederung der Unteren Havel/Gülper See.

## Galerie

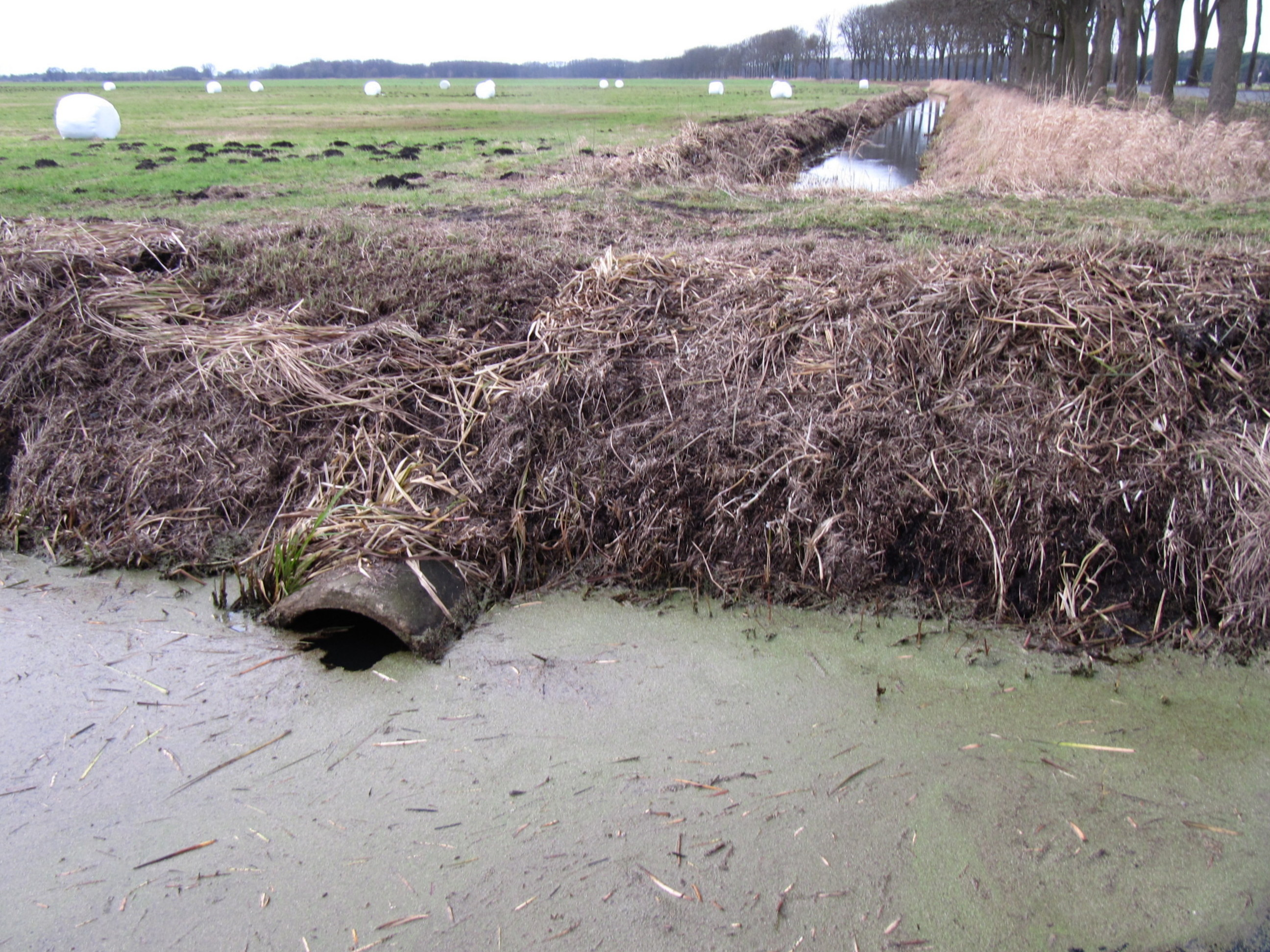
Aufzweigung an der Landesstraße 98
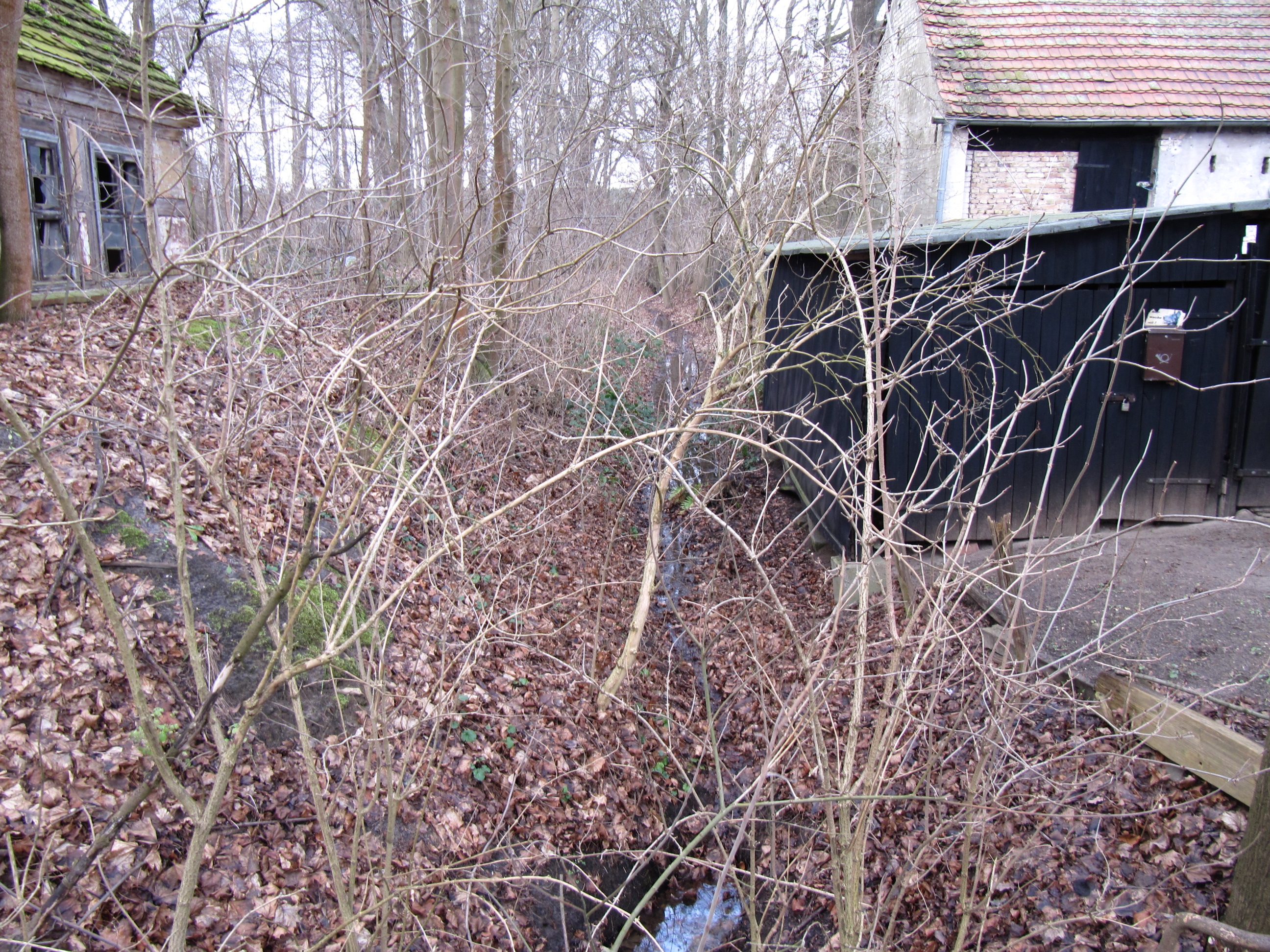
Abfluss des Weißen Sees
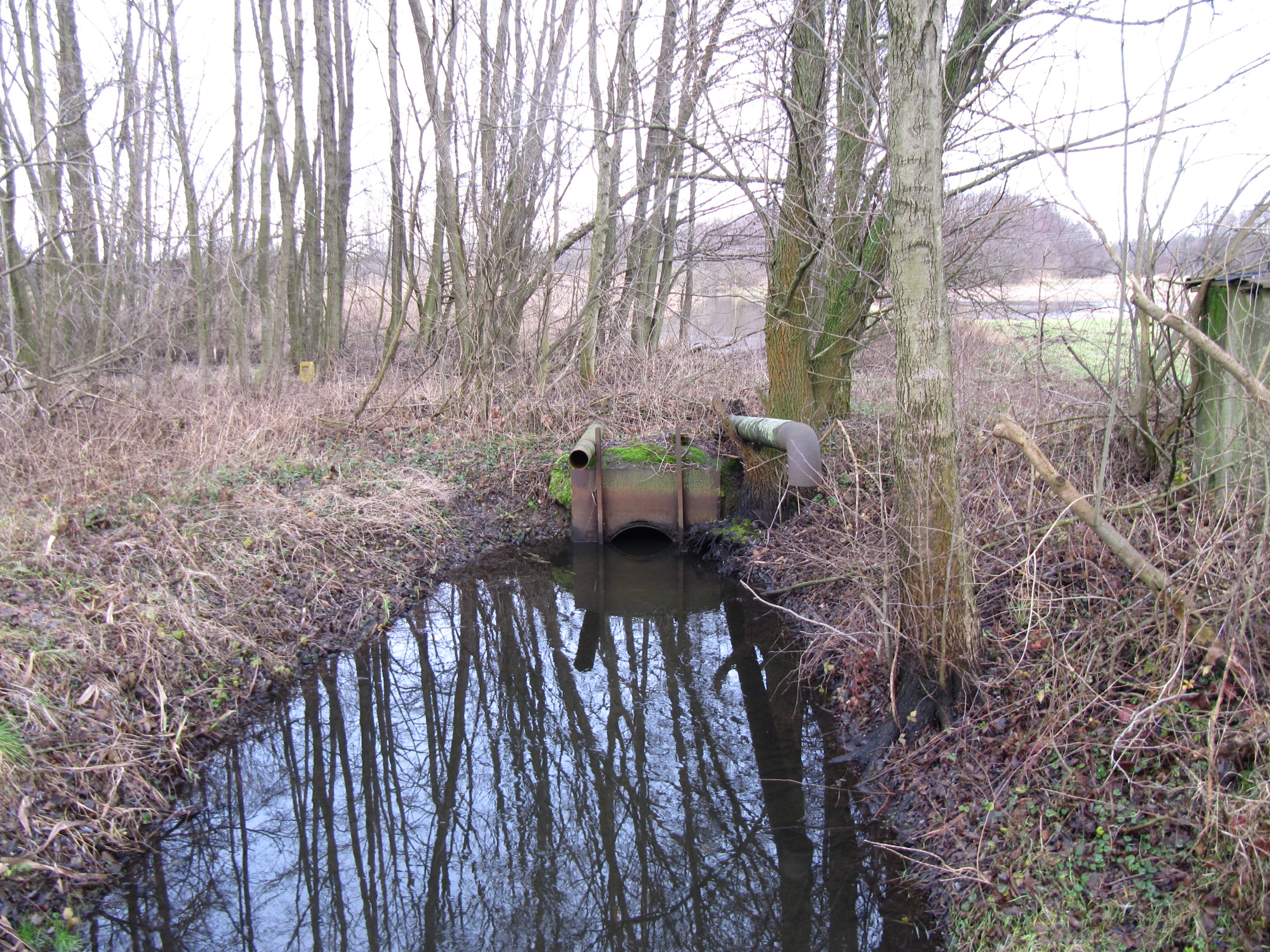
Wehr im Roten Graben
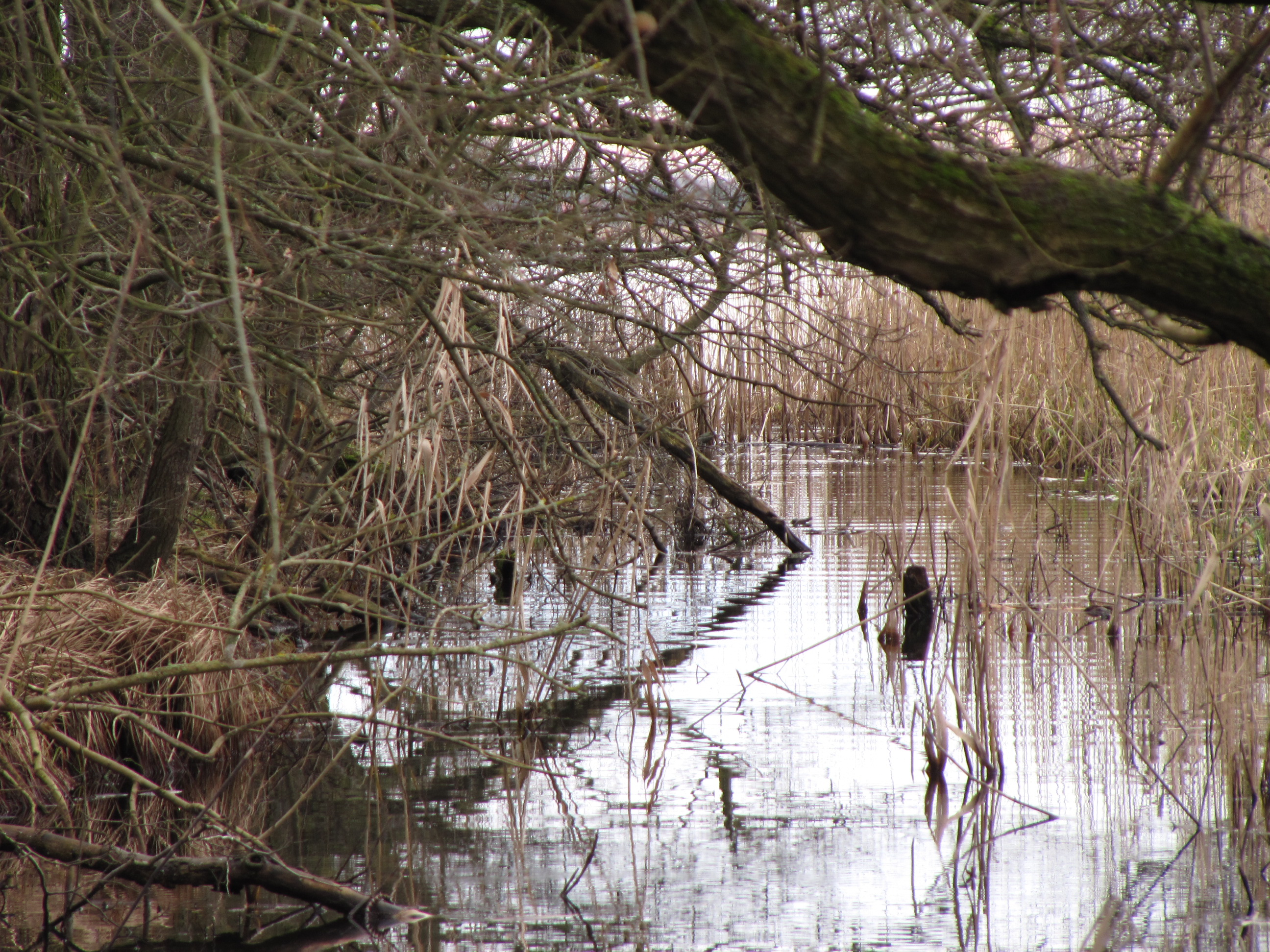
Die Mündung in den Pritzerber See
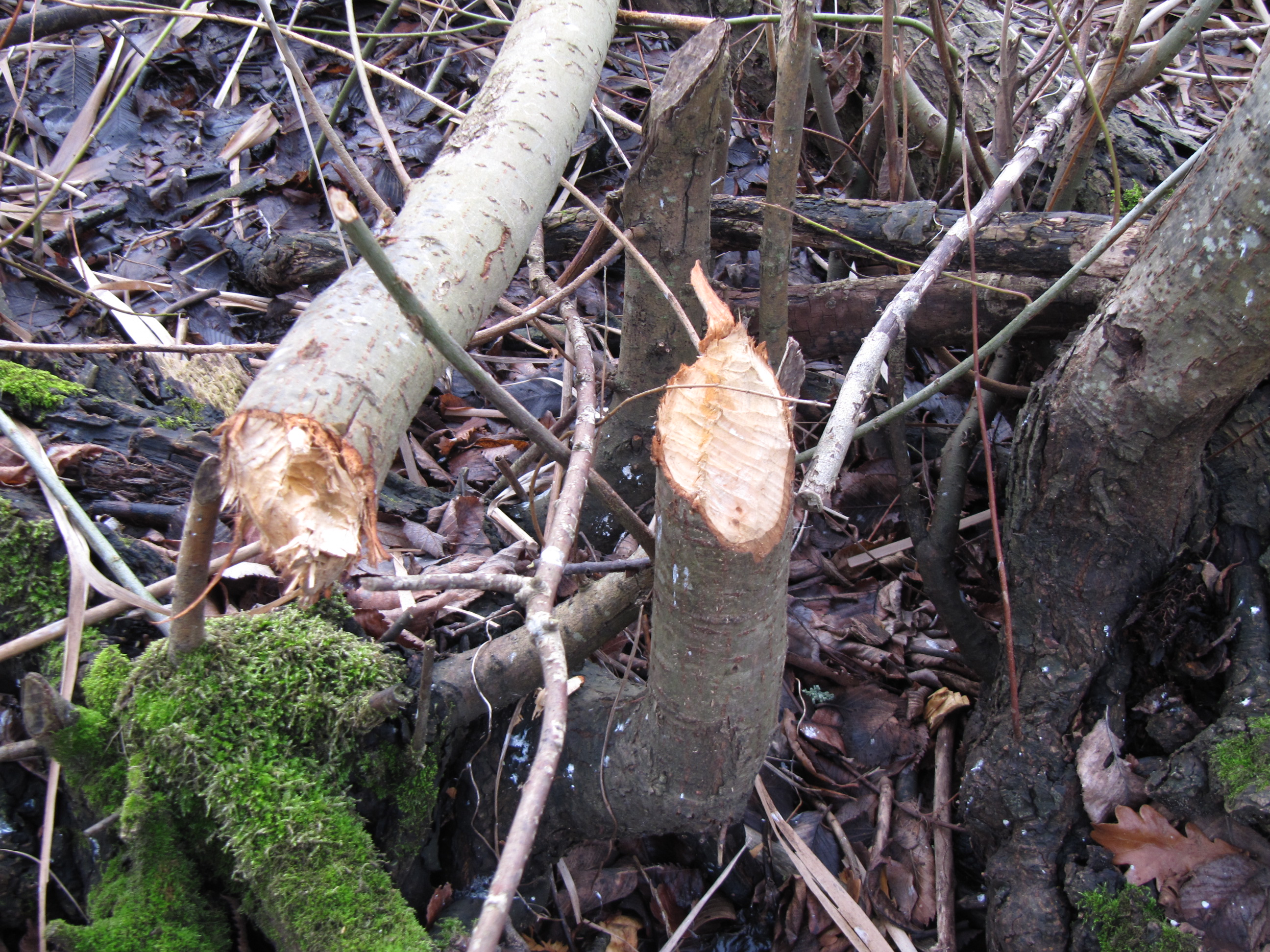
Biberbissspuren am Roten Graben